# Tordylieae
Tribu
Les Tordylieae sont une tribu de plantes à fleurs de la sous-famille des Apioideae dans la famille des Apiaceae. Tordylium est le genre type. C'est notamment la tribu du Panais (Pastinaca sativa).

## Liste des genres et sous-tribus
Selon GRIN (20 mai 2021) :
- sous-tribu des Tordyliinae
  - Ainsworthia Boiss., synonyme de Tordylium L.
  - Dumaniana Yıld. & B. Selvi, synonyme de Pastinaca L.
  - Hasselquistia L., synonyme de Tordylium L.
  - Heracleum L.
  - Kandaharia Alava
  - Lalldhwojia Farille
  - Leiotulus Ehrenb., synonyme de Pastinaca L.
  - Malabaila Hoffm.
  - Mandenovia Alava
  - Pastinaca L.
  - Pichleria Stapf & Wettst., synonyme de Zosima Hoffm.
  - Semenovia Regel & Herder
  - Sphondylium Mill., synonyme de Heracleum L.
  - Symphyoloma C. A. Mey.
  - Synelcosciadium Boiss., synonyme de Tordylium L.
  - Tetrataenium (DC.) Manden.
  - Tordyliopsis DC.
  - Tordylium L.
  - Trigonosciadium Boiss.
  - Vanasushava P. K. Mukh. & Constance
  - Zosima Hoffm.
  - Zozimia DC., orth. var., synonyme de Zosima Hoffm.
- Afroligusticum C. Norman
- Afrosciadium P. J. D. Winter
- Capnophyllum Gaertn.
- Cymbocarpum DC. ex C. A. Mey.
- Cynorhiza Eckl. & Zeyh.
- Dasispermum Neck. ex Raf.
- Ducrosia Boiss.
- Heteroptilis E. Mey. ex Meisn., synonyme de Dasispermum Neck. ex Raf.
- Kalakia Alava, synonyme de Cymbocarpum DC. ex C. A. Mey.
- Lefebvrea A. Rich.
- Nanobubon Magee
- Notobubon B.-E. van Wyk
- Scaraboides Magee & B.-E. van Wyk
- Sonderina H. Wolff, synonyme de Dasispermum Neck. ex Raf.
- Stenosemis E. Mey. ex Sond.